# Républicain radical

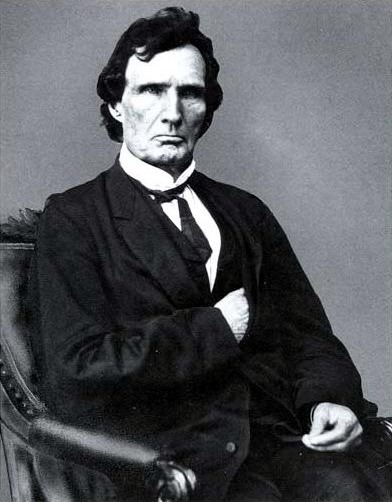
Thaddeus Stevens, l’un des principaux meneurs des Républicains radicaux.

Les Républicains radicaux constituent un mouvement politique américain au sein du Parti républicain de 1854 — avant la guerre de Sécession — jusqu'à la fin de la Reconstruction en 1877. Ils se faisaient appeler les « radicaux » et étaient opposés pendant la guerre aux modérés et aux conservateurs menés par Abraham Lincoln puis, après la guerre, aux conservateurs ex-confédérés et aux libéraux de l'Union.
Les républicains radicaux se sont fortement opposés à l'esclavage pendant la guerre et ont entretenu par la suite une méfiance à l'égard des ex-confédérés. Ils ont exigé des mesures sévères contre les anciens rebelles et ont insisté sur la nécessité d'accorder des droits civiques et le droit de vote aux esclaves affranchis.